# Monastero di Hodegon

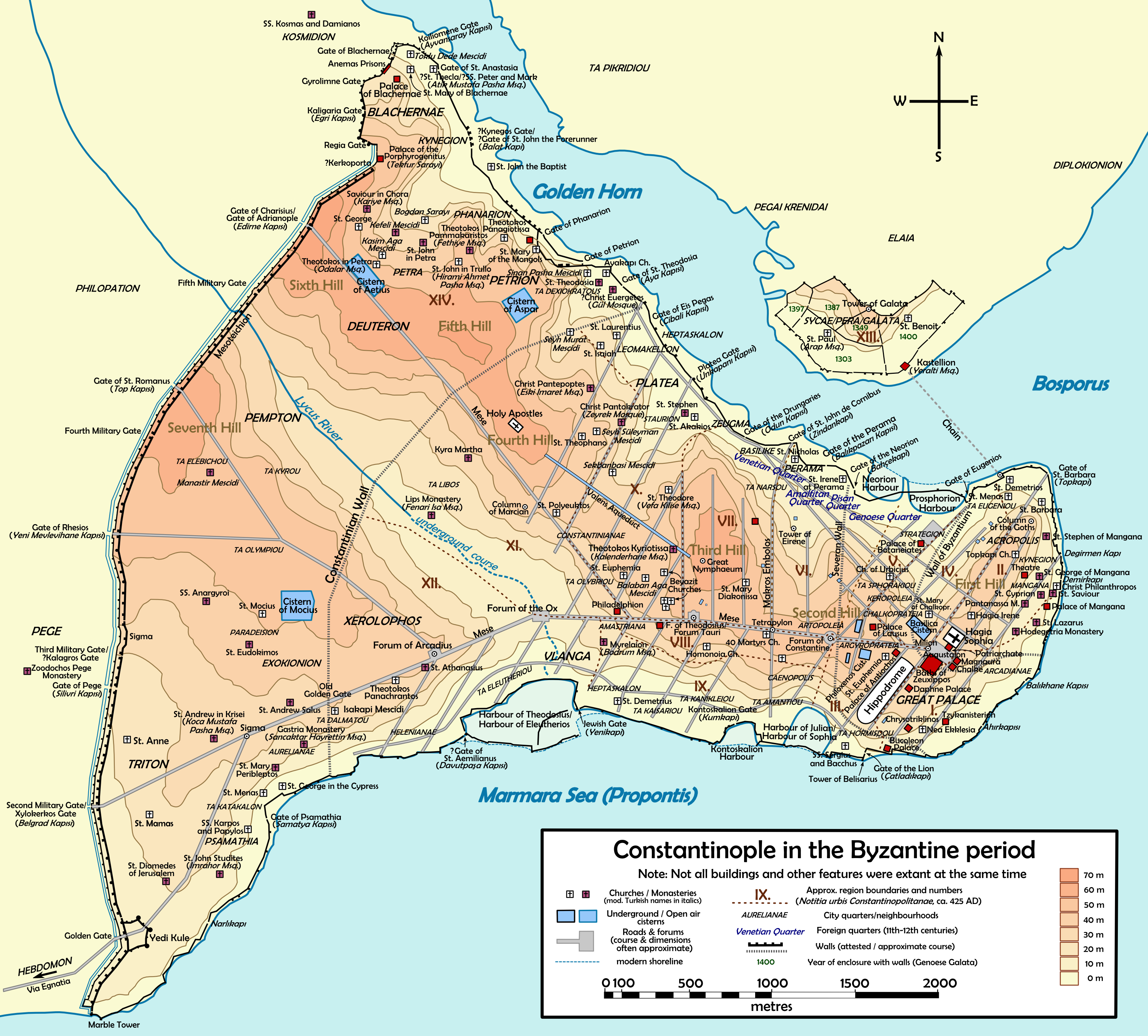
Mappa di Costantinopoli Bizantina

Il monastero di Hodegon (in greco [ναὸς / μονὴ] τῶν Ὁδηγῶν?, [naos / monē] tōn Hodēgōn, anche Monastero della Panaghia Odigitria o Monastero degli Hodegoi) a Costantinopoli fu presumibilmente fondato da Santa Pulcheria (399-453), figlia dell'imperatore Arcadio. La tradizione afferma che il monastero custodiva l'icona della Hodegetria, che si riteneva fosse stata dipinta da San Luca. Quando l'icona venne inviata a Pulcheria, questa fece voto di castità.
Il nome dell'icona, Panagia Hodegetria ("Colei che mostra la via"), risale alla tradizione secondo la quale vicino alla chiesa del monastero c'era una fonte in cui i ciechi e tutti coloro che soffrivano di disturbi agli occhi venivano guariti, dal momento che la Santa Vergine sarebbe apparsa a due ciechi guidandoli alla fonte e restituendo loro la vista. Il santuario fu ricostruito dall'imperatore Michele III (r. 842-867), ma oggi solo poche rovine sono visibili vicino al Parco di Gülhane.